# Jatahara
Jatahara – gaun wikas samiti w środkowej części Nepalu  w strefie Narajani w dystrykcie Rautahat. Według nepalskiego spisu powszechnego z 2001 roku liczył on 1054 gospodarstw domowych i 7095 mieszkańców (3490 kobiet i 3605 mężczyzn).